# Melancolia da resistência
A Melancolia da Resistência ( em húngaro:  Az ellenállás melankóliája) é um romance de 1989 do escritor húngaro László Krasznahorkai . O enredo se passa em uma cidade intranquila, onde um misterioso circo, que não exibe nada além de uma baleia, colabora para uma atmosfera apocalíptica. Krasznahorkai adaptou o romance em um roteiro para o filme Werckmeister Harmonies, de 2000, dirigido por Béla Tarr . 

## Trama narrativa
A ação da obra se passa em algumas semanas de inverno, em uma época indeterminável, mas relativamente recentes (indicada pela presença de trens, aparelhos de televisão, interfone), em uma vila sem nome da Grande Planície Húngara, localizada no sudeste do país. A narração é feita, intercaladamente, por um dos três personagens principais, cada qual com seu próprio ponto de vista. 

## Recepção
James Wood, do The New Yorker, escreveu em 2011, na ocasião do lançamento do livro nos Estados Unidos: " A melancolia da resistência é uma comédia apocalíptica, um livro sobre um Deus que não apenas falhou, mas que sequer compareceu para fazer a prova. Menos maníaco, menos aferrolhado do que Guerra e Guerra, o livro tem elementos de um romance social tradicional." Segundo Wood: “ A Melancolia da Resistência é um livro exigente, e também pessimista, já que parece fazer repetidos ataques irônicos à possibilidade de uma revolução... O prazer do livro, tal como uma espécie de resistência, flui de suas frases extraordinárias, alongadas e tencionadas, compondo um maravilhoso fluxo de consciência vagamente pontuado.  